# Microdistrito

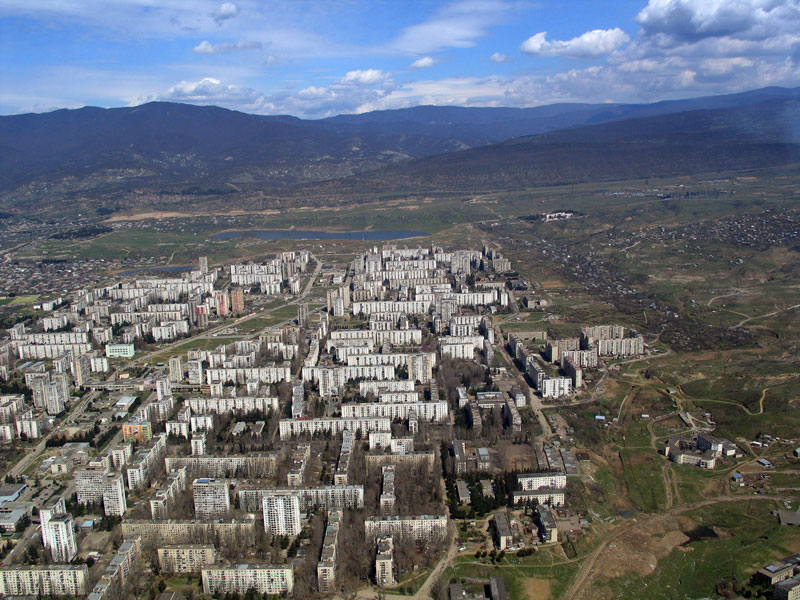
Uno de los típicos microdistritos de la capital georgiana de Tiflis (Tbilisi).

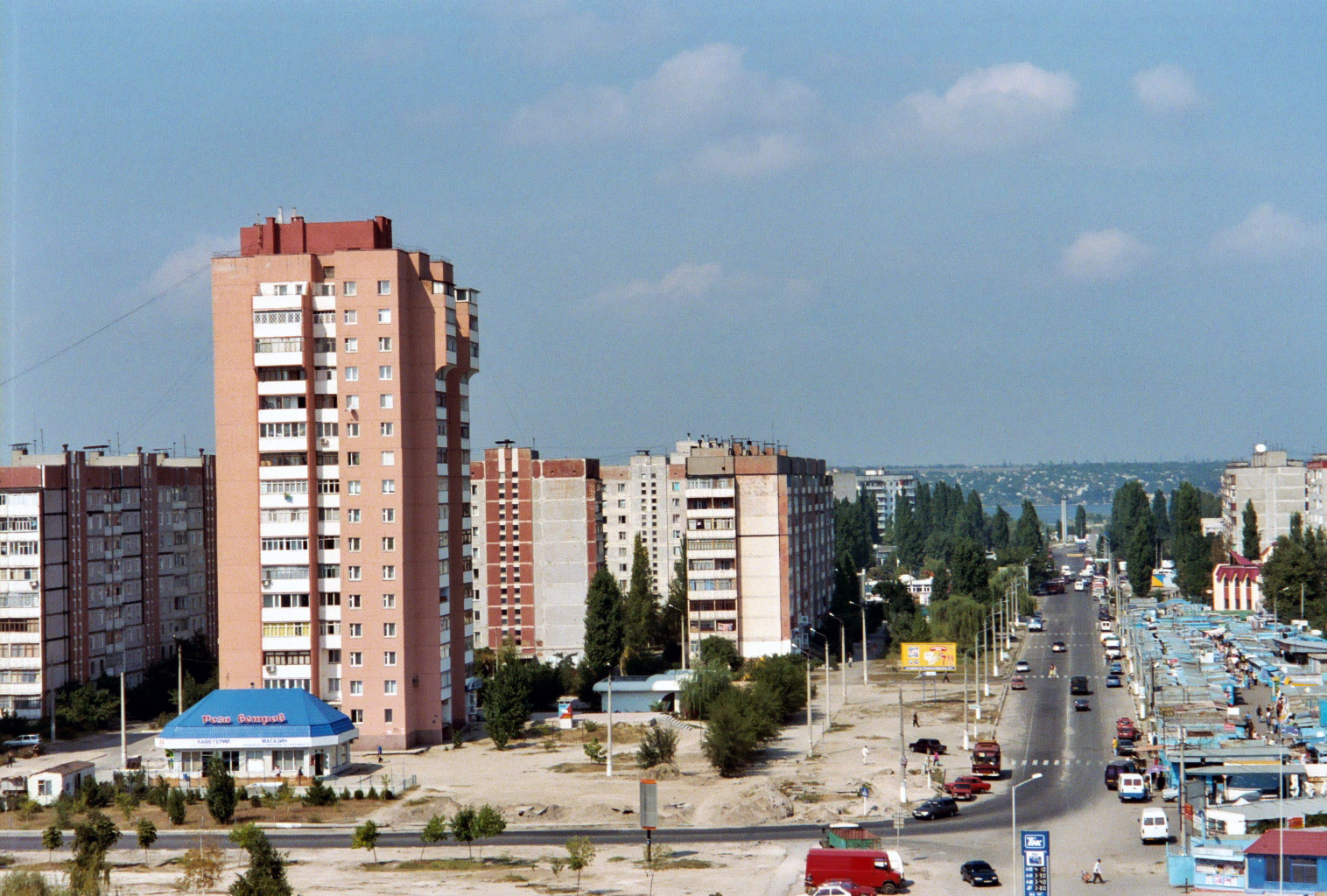
Vista del microdistrito Namiv (Namyv), en Mykolaiv (Nikolayev en ruso), Ucrania.

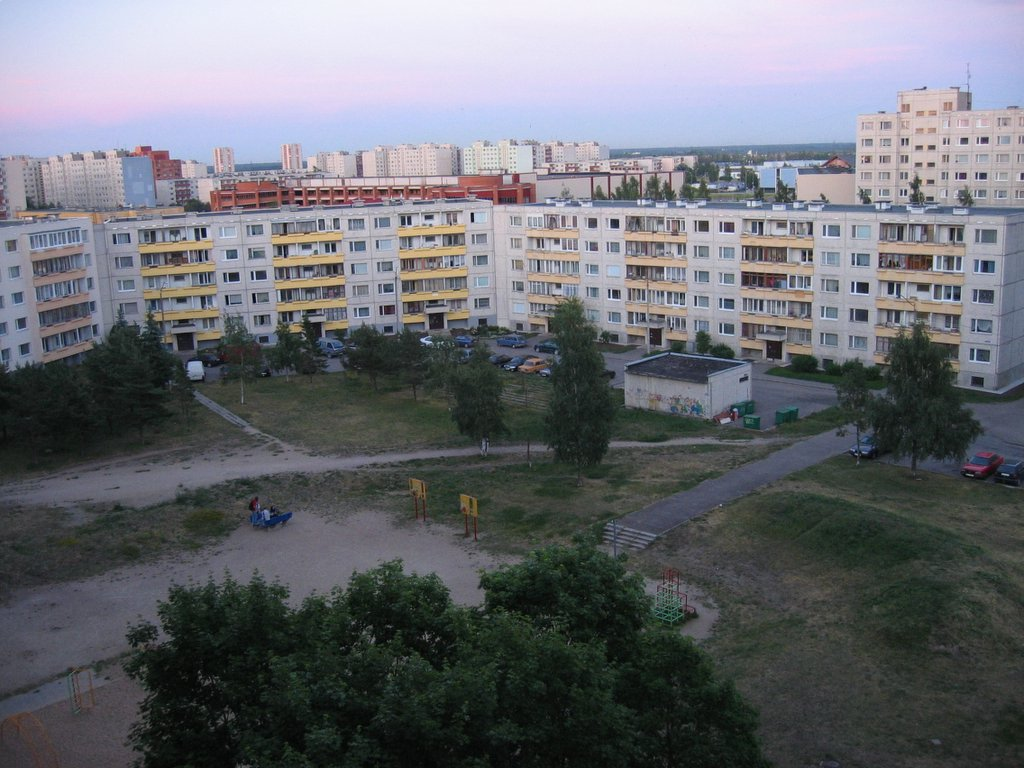
Viejos edificios de apartamentos en la capital estonia de Tallin.

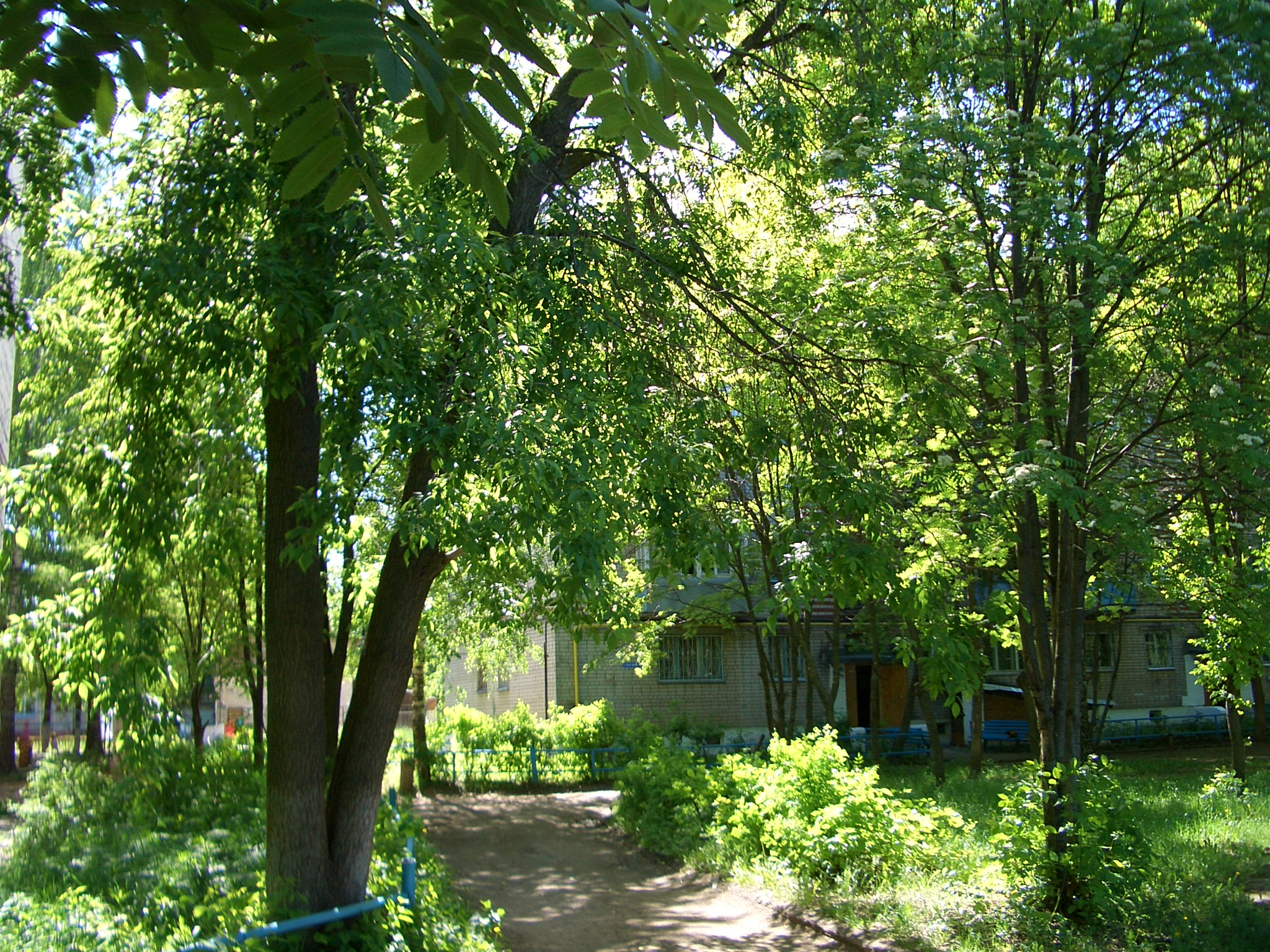
Dentro del microdistrito Kstovo (Rusia). Este distrito fue construido hacia fines de la década de 1960, y hacia el año 2000 los árboles circundantes ya eran más altos que los edificios de apartamentos de cinco pisos.

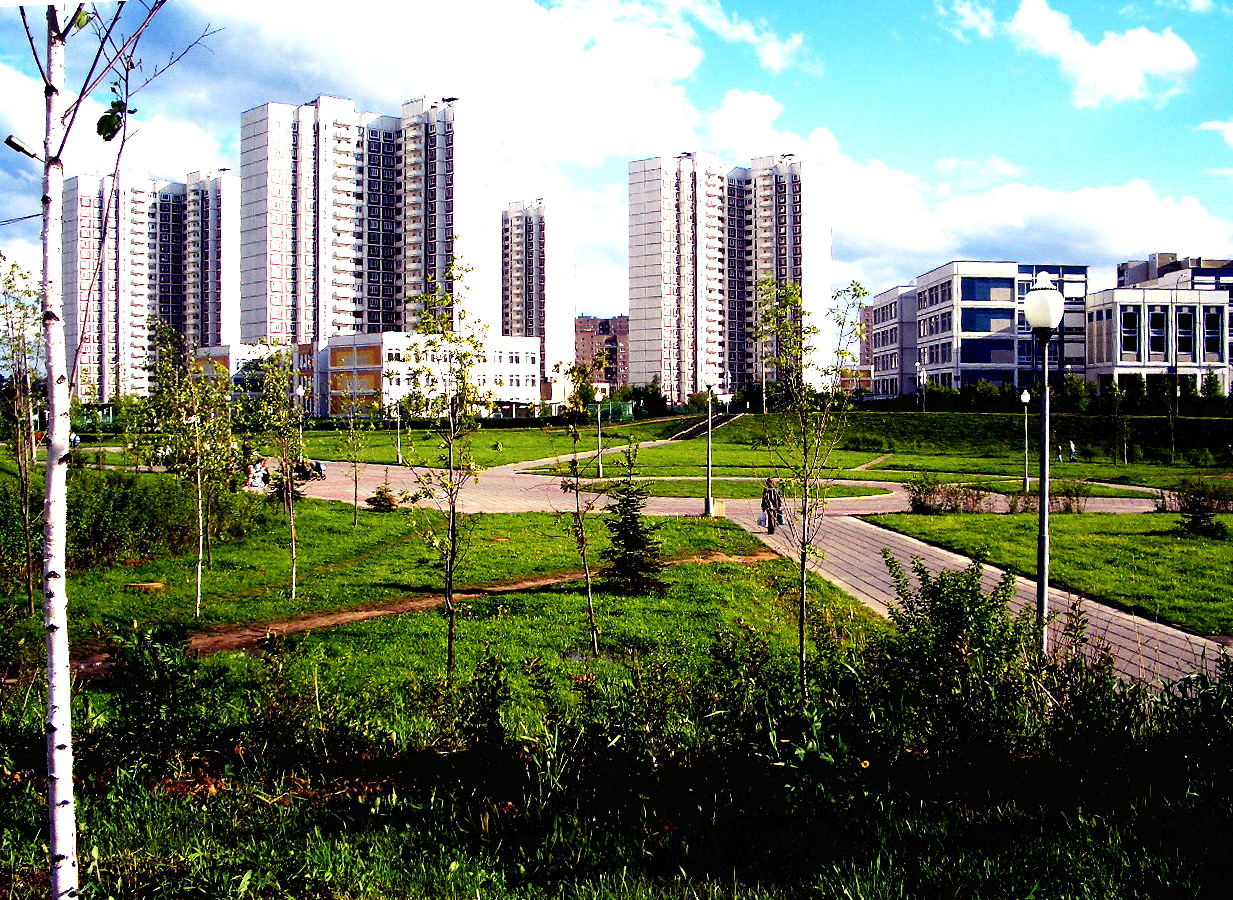
Decimosexto microdistrito en la ciudad de Zelenograd (Rusia).

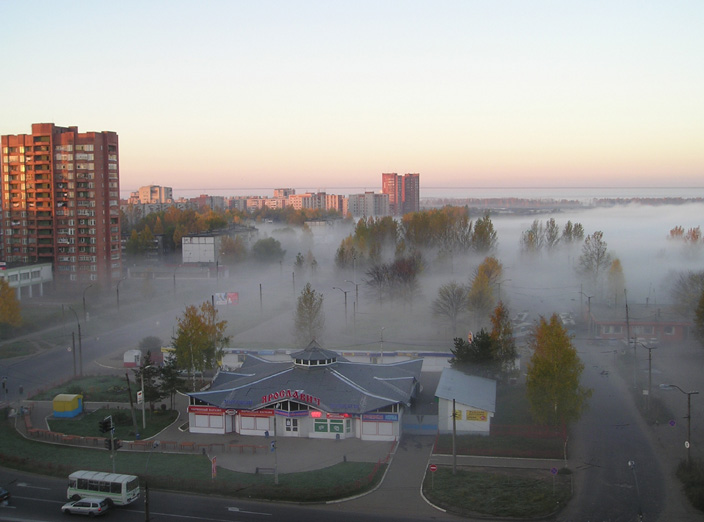
Microdistrito Braguino (Bragino) en la localidad rusa de Yaroslavl.

Un microdistrito (ruso: микрорайо́н, transliterado como mikroraión o mikrorayón), es un complejo residencial, un «elemento estructural primario» dentro de la construcción residencial dentro de la antigua Unión Soviética y en algunas repúblicas de la antigua URSS. Los distritos residenciales en la mayoría de las ciudades y pueblos rusos, así como en las repúblicas de la antigua Unión Soviética, fueron construidos de acuerdo con ese concepto.

## Generalidades
De acuerdo con los reglamentos de construcción y las regulaciones edilicias de la Unión Soviética, un típico microdistrito cubría un área de entre 10 y 60 hectáreas, y hasta 80 en algunos casos, y comprendían viviendas residenciales (usualmente torres de apartamentos de varios pisos), así como edificios de servicios públicos. Como regla general, las principales carreteras, los «cinturones verdes» y los obstáculos naturales servían de límite entre los distintos microdistritos, permitiendo una reducción general en los costos relativos a la construcción y al mantenimiento de calles o caminos urbanos. A su vez, de esa manera se enfatizaba el uso del transporte público (importante en una sociedad ideológicamente no «individualista» como la soviética). Las carreteras del país no debían cruzar el territorio de los microdistritos. Pero, por otra parte, los accesos a estos debían estar ubicados a más de 300 metros de las rutas principales. Las reglamentaciones también regulaban el acceso a los edificios de servicios público (excluyendo las escuelas y las instalaciones preescolares), imponiendo un límite de 500 metros como la mayor distancia desde cualquier vivienda residencial.
Una de las tareas de los planificadores urbanos era asegurarse de que se construyese la cantidad mínima de edificios (de servicios) públicos para cubrir las necesidades de los microdistritos. De esa manera se cumpliría con las reglamentaciones estatales, en particular con las relacionadas al intento de mantener los costos de edificación lo más bajos posibles. Las estructuras de servicios públicos típicas incluyen escuelas secundarias, establecimientos pre-educativos (usualmente guarderías y maternidades combinados), tiendas de comestibles, cafeterías, clubes, campos de juego, oficinas, así como algunos negocios adicionales especializados. El número exacto de edificios de cada tipo dependía de los requerimientos de distancia y de la densidad de población del microdistrito. También se tenían en cuenta ciertos indicadores per cápita.

## Historia

### Décadas de 1920 a 1950
La historia de los microdistritos como un concepto de planificación urbana dentro de la Unión Soviética puede rastrearse hasta la década de 1920, cuando -a pesar de que el por entonces reciente Estado era básicamente rural aún- ya se podía anticipar un elevado índice de urbanización para los decenios siguientes.
Los así llamados «complejos residenciales», territorios compactos con viviendas residenciales, escuelas, almacenes, instalaciones de entretenimiento y zonas o «cinturones» verdes comenzaron a prevalecer en las prácticas de planificación urbanística de la URSS, ya que permitían una organización más cuidadosa y eficiente de los espacios urbanos (máxime cuando estos se encontraban en un proceso de rápida expansión territorial).
Los complejos residenciales también eran vistos, desde la particular óptica marxista, como una oportunidad de contribuir a crear en la entonces sociedad colectivista soviética al ambiente adecuado (y hasta necesario) para el por entonces nuevo modo de vida planificado.
Durante la década de 1930, los complejos residenciales crecieron en tamaño, pasando a cubrir territorios de hasta unas 5 o 6 hectáreas. Las técnicas de construcción convencional fueron gradualmente reemplazadas por la de casas prefabricadas de paneles de cemento o ladrillo, similares a los tradicionales monobloques o monoblocks.
Esos bloques generalmente comprendían construcciones residenciales alrededor del perímetro. Además, dentro de la zona interior del microdistrito, aquellas estaban entremezcladas con los edificios públicos. No obstante, no era factible otorgar todos los servicios públicos dentro de cada manzana de viviendas y edificios, debido al relativamente pequeño tamaño de las últimas. Entonces, no era inusual que una escuela, una guardería o un almacén brindasen sus servicios a la población de varias manzanas a la redonda (aunque algunas de ellas estuviesen separadas por algunas carreteras principales). Por otro lado, la organización de las diferentes manzanas de las ciudades también naturalmente necesitaba de una red desarrollada de calles y caminos, incrementando los costos de construcción y mantenimiento. No obstante, se pretendía que el potencial incremento del tráfico derivado de esa eventual red no complicase demasiado la organización del transporte público de pasajeros.
Las décadas de 1940 y de 1950 vieron un mayor crecimiento y reagrupamiento de las manzanas urbanas, dentro de los tejidos urbanos de los microdistritos. Sin embargo, las nuevas construcciones seguían estando basadas en los viejos principios de las décadas previas y no podían satisfacer la creciente demanda habitacional de la segunda posguerra de manera adecuada. Por otro lado la política de industrialización en la que estaba embarcada el régimen soviético se complicaba si no se resolvía, por lo menos parcialmente, el acuciante déficit de viviendas que estaba sufriendo el país, reforzado por las enormes pérdidas sufridas durante la Gran Guerra Patria (el Frente Oriental de la Segunda Guerra Mundial). Por otro lado, como aquella era bastante intensiva respecto del uso de mano de obra, no dejaba demasiados obreros libres para la construcción de viviendas. En este punto, las casas prefabricadas demostraron una ventaja adicional, debido a que no solamente permitían el ahorro de costos sino también de mano de obra.

### De 1950 a la década de 1990
A mediados de la década de 1950, los problemas de la planificación urbana fueron nuevamente tenidos en cuenta por parte del gobierno soviético. El nuevo concepto de planificación urbana estaba basado en distritos residenciales de entre 10 000 y 30 000 habitantes, que consistían en varios microdistritos de entre 8000-12 000 habitantes, los que por su parte comprendían varios complejos de entre 1000 y 1500 personas cada uno. En las ciudades más grandes, los distritos residenciales eran agrupados en zonas urbanas, con una población máxima de 1 000 000 de habitantes. Cada microdistrito estaba diseñado para proveer a sus habitantes de las instalaciones que necesitarían para su vida diaria, mientras que los servicios más específicos y de menor demanda podrían ser hallados a nivel distrital (es decir, en la unidad administrativa inmediatamente superior).
Este concepto fue reforzado con la reorganización de la industria soviética de la construcción, la que desde la década de 1950 se orientó hacia la producción de viviendas prefabricadas, las que permitían una edificación más rápida y menos costosa que la albañilería tradicional (aunque a veces relegando la calidad a un segundo plano). De esa manera, los edificios de apartamentos del tipo de los tradicionales monobloques o monoblocks (que llegarían a ser conocidos popularmente como jrushchovkas) comenzaron a ser cada vez más habituales dentro del paisaje urbanístico soviético. No obstante, un punto negativo de ese proceso de construcción tan simplificado y estandarizado, fue que con el tiempo llevaría a la edificación de filas y filas de grises y monótonos edificios rectangulares de apartamentos, los que aún prevalecen en gran parte de los pueblos y ciudades de las exrrepúblicas que conformaron la antigua URSS. Es necesario destacar, no obstante, que los apartamentos de esos edificios eran entregados gratuitamente a sus ocupantes, y eso era una razón más que suficiente y justificada para que las autoridades soviéticas estuviesen especialmente interesadas en abaratar los costos de construcción.
Una visión humorística de las consecuencias potenciales derivadas de vivir en semejante atmósfera repetitiva, monótona e “insípida” puede verse en el gran éxito cinematográfico soviético (Mosfilm) Ironía del destino, ¡o disfrute de su baño! (Ирония судьбы, или С лёгким паром! transliterado como Iróniya sudbý, ili S liógkim párom!) del director Eldar Ryazánov.

### Época moderna
Como era de esperar, los desbarajustes económicos iniciales provocados por el colapso de la Unión Soviética, llevaron a un notable decremento en el volumen de construcción residencial.
Durante la década de 1990, la planificación urbana fue prácticamente ignorada, ya que virtualmente no existieron nuevas construcciones. El decenio siguiente trajo un pequeño repunte en el volumen de construcción de viviendas, así como numerosas críticas al clásico modelo de los microdistritos de la era soviética.
El planeamiento urbano, que ya no formaría parte de una economía centralmente planificada en la Rusia post-comunista, fue finalmente delegado a las autoridades de las regiones periféricas. El problema es que estas no siempre tienen los fondos suficientes para hacer frente al deterioro de las viejas viviendas de la era soviética (en particular de los ya clásicas y tradicionales jrushchovkas).